# 红腰朱雀
红腰朱雀（学名：Carpodacus rhodochlamys）为雀科朱雀属的鸟类。分布于蒙古、阿尔泰山、帕米尔、喜马拉雅山脉西部、巴基斯坦、阿富汗、印度、锡金以及中国大陆的新疆等地，一般生活于生活于海拔2500m 左右的山坡灌丛、桧柏林带及高山草地、山岩石壁以及冬季则往2000m 以下的低处。该物种的模式产地在阿尔泰山脉。

## 亚种
- 红腰朱雀指名亚种（学名：Carpodacus rhodochlamys rhodochlamys）。分布于天山西部、俄罗斯、蒙古以及中国大陆的新疆等地。该物种的模式产地在阿尔泰山。[3]